# São Cristóvão
São Cristóvão – stacja metra w Rio de Janeiro, na linii 2. Zlokalizowana jest pomiędzy stacjami Cidade Nova i Maracanã. Została otwarta 19 listopada 1981.